# دولت فلسطین
دولت فلسطین (به عربی: الحكومة الفلسطينية)، دولت تشکیلات خودگردان فلسطین یا کشور فلسطین است. کمیته اجرایی سازمان آزادی‌بخش فلسطین (EC)، بالاترین نهاد اجرایی سازمان آزادی‌بخش فلسطین است و به عنوان دولت، عمل می‌کند. از ژوئن ۲۰۰۷، دو دولت جداگانه در فلسطین، وجود داشته است، یکی در کرانه باختری و دیگری در نوار غزه. دولت کرانه باختری، عموماً به عنوان دولت تشکیلات خودگردان فلسطین شناخته می‌شد. از سوی دیگر، دولت نوار غزه، ادعا می‌کرد که دولت مشروع تشکیلات خودگردان فلسطین است. تا ژوئن ۲۰۱۴، زمانی که دولت وحدت فلسطین تشکیل شد، دولت کرانه باختری، دولت فلسطینی تحت کنترل فتح در سال ۲۰۱۳ بود. در نوار غزه، دولت، دولت حماس در سال ۲۰۱۲ بود. پس از دو توافق ۲۰۱۴ فتح و حماس، در ۲۵ سپتامبر ۲۰۱۴، حماس موافقت کرد که به دولت خودگردان، اجازه دهد کنترل نوار غزه و گذرگاه‌های مرزی آن با مصر و اسرائیل را از سر بگیرد، اما این توافق تا ژوئن ۲۰۱۵، پس از آنکه رئیس‌جمهور، محمود عباس، اعلام کرد تشکیلات خودگردان، قادر به فعالیت در نوار غزه نیست، لغو شد.